# Hans Götze
Hans Götze (12 de Janeiro de 1916 - 1 de Março de 1993) foi um comandante de U-Boot que serviu na Kriegsmarine durante a Segunda Guerra Mundial.